# Spumini
Gli Spumini sono un dolce tipico dell'Abruzzo e fanno parte dei Prodotti agroalimentari tradizionali abruzzesi.